# 甘涼道
甘涼道（かんりょう-どう）は、中華民国北京政府により設置された甘粛省の道。

## 沿革
1913年（民国2年）、清代の甘涼道に河西道として設置。観察使は武威県に置かれ、下部に武威、永昌、鎮番、古浪、平番、張掖、東楽、山丹、撫彝の9県を管轄した。1914年（民国3年）5月に観察使が道尹と改められた。1927年（民国16年）に廃止されている。

## 行政区画
廃止直前下部の9県を管轄した。（50音順）
- 永昌県
- 古浪県
- 山丹県
- 張掖県
- 鎮番県
- 東楽県
- 武威県
- 撫彝県
- 平番県